# Contracaecum hippoglossi
Contracaecum hippoglossi är en rundmaskart. Contracaecum hippoglossi ingår i släktet Contracaecum och familjen Anisakidae. Inga underarter finns listade i Catalogue of Life.